# 12. ročník udílení Nickelodeon Kids' Choice Awards
12. ročník Nickelodeon Kids' Choice Awards se konal 1. května 1999 v Pauley Pavilion na UCLA v Los Angeles v Kalifornii. Britney Spears, TLC a *NSYNC vystoupili živě v Orlandu na Floridě. Moderování se opět ujala Rosie O'Donnell.

## Vítězové a nominovaní

### Film

#### Nejoblíbenější film
- Lumpíci
- Život brouka
- Dr. Dolittle
- Vodonoš

#### Nejoblíbenější filmový herec
- Adam Sandler (Vodonoš a Píseň pro nevěstu)
- Eddie Murphy (Dr. Dolittle)
- Chris Tucker (Křižovatka smrti)
- Jim Carrey (Truman Show)

#### Nejoblíbenější filmová herečka
- Drew Barrymoreová (Píseň pro nevěstu a Věčný příběh)
- Spice Girls (Spice World)
- Julia Roberts (Druhá nebo první)
- Meg Ryanová (Láska přes internet)

### Televize

#### Nejoblíbenější televizní seriál
- All That
- Sedmé nebe
- Boy Meets World
- Buffy, přemožitelka upírů

#### Nejoblíbenější animovaný seriál
- Lumpíci
- Kočkopes
- Men in Black: The Series
- Simpsonovi

#### Nejoblíbenější televizní herec
- Kel Mitchell (All That a Kenan & Kel)
- Drew Carey (Kancelářská krysa)
- Tim Allen (Kutil Tim)
- Jonathan Taylor Thomas (Kutil Tim)

#### Nejoblíbenější televizní herečka
- Mary-Kate Olsen a Ashley Olsen (Two of a Kind)
- Sarah Michelle Gellar (Buffy, přemožitelka upírů)
- Jennifer Aniston (Přátelé)
- Melissa Joan Hart (Sabrina - mladá čarodějnice)

### Hudba

#### Nejoblíbenější písnička
- Backstreet Boys - "Everybody (Backstreet's Back)"
- Aaliyah - "Are You That Somebody?"
- Will Smith - "Gettin' Jiggy wit It"
- Will Smith - "Miami"

#### Nejoblíbenější zpěvák
- Will Smith
- Usher
- Brandy
- Aaliyah

#### Nejoblíbenější skupiny
- *NSYNC
- Backstreet Boys
- Dru Hill
- Spice Girls

### Sport

#### Nejoblíbenější sprotovní tým
- Chicago Bulls
- Denver Broncos
- Dallas Cowboys
- New York Yankees

#### Nejoblíbenější sportovec
- Michael Jordan
- Shaquille O'Neal
- Tiger Woods
- Mark McGwire

#### Nejoblíbenější sportovkyně
- Tara Lipinski
- Cynthia Cooper
- Kristi Yamaguchi
- Dominique Moceanu

### Další

#### Nejoblíbenější videohra
- Super Mario 64
- Crash Bandicoot
- Yoshi's Story
- The Legend of Zelda: Ocarina of Time

#### Nejoblíbenější animovaná hvězda
- Salem (Sabrina - mladá čarodějnice)
- Wishbone (Wishbone)
- Buddy (Můj pes Buddy 2)
- Babe (Babe 2: Prasátko ve městě)

#### Nejoblíbenější stoupající hvězda
- Kyla Pratt (Dr. Dolittle)
- Leon Frierson (All That)
- Natalie Imbruglia
- Kerry Wood – Chicago Cubs

#### Nejoblíbenější kniha
- Chicken Soup for the Soul
- The Discovery
- Godzilla
- Titanic Crossing

## Hall of Fame
- Jonathan Taylor Thomas